# Марка-Хута
Марка-Хута (рум. Marca-Huta) — село у повіті Селаж в Румунії. Входить до складу комуни Марка.
Село розташоване на відстані 413 км на північний захід від Бухареста, 41 км на захід від Залеу, 94 км на північний захід від Клуж-Напоки.

## Населення
За даними перепису населення 2002 року у селі проживали 47 осіб. Рідною мовою 44 особи (93,6%) назвали словацьку.
Національний склад населення села:
| Національність | Кількість осіб | Відсоток |
| -------------- | -------------- | -------- |
| словаки        | 41             | 87,2%    |
| румуни         | 5              | 10,6%    |